# Добіно (Валецький повіт)
Добіно (пол. Dobino, нім. Breitenstein) — село в Польщі, у гміні Валч Валецького повіту Західнопоморського воєводства.
Населення — 434 особи (2011).
У 1975-1998 роках село належало до Пільського воєводства.

## Демографія
Демографічна структура станом на 31 березня 2011 року:
|          | Загалом | Допрацездатний вік | Працездатний вік | Постпрацездатний вік |
| -------- | ------- | ------------------ | ---------------- | -------------------- |
| Чоловіки | 210     | 45                 | 148              | 17                   |
| Жінки    | 224     | 57                 | 131              | 36                   |
| Разом    | 434     | 102                | 279              | 53                   |